# Yaphet Kotto
Yaphet Kotto (15. listopadu 1939, Harlem, New York, USA – 15. března 2021), rodným jménem Yaphet Frederick Kotto a znám také jako Yaphet Cotto, byl americký herec.

## Filmografie
- 2008 – Witless Protection
- 1997 – Odplata
- 1991 – Freddyho smrt – Poslední noční můra
- 1987 – Běžící muž
- 1983 – Soudcova noc
- 1979 – Vetřelec
- 1974 – Truck Turner
- 1973 – Žít a nechat zemřít
- 1963 – 4 for Texas